# Alpo Halme
Alpo Artturi Halme, född 17 december 1929 i Viiala, är en finländsk arkitekt.
Halme utexaminerades från Tekniska högskolan 1960, och har sedan 1964 egen praktik. Han arbetade 1966–1991 som speciallärare i akustik vid Tekniska högskolan och 1968–1991 vid Tammerfors tekniska högskola samt utsågs 1988 till hedersdoktor.
Han räknas som landets främsta expert på akustik och har planerat akustiken till ett flertal musik-, teater- och konsertsalar samt -byggnader under 1970-, 80- och 90-talen, bland annat i Hyvinge, Kuopio, Uleåborg, S:t Michel, Kuhmo, Järvenpää, Kuusankoski, Esbo och Kajana samt Kareliasalen i Joensuu, Imatra kulturcentrum, Laurentiussalen i Lojo, Sibelius-Akademins undervisningslokaliteter, Tammerfors musikhus och konservatorierna i Lahtis, Seinäjoki, Vasa, Kemi, Riihimäki och Karleby, kyrkorna i Olars (Esbo), Myrbacka och Tavastby (Vanda) samt operan i Helsingfors.
Halme har även varit verksam utomlands, bland annat som ansvarig för akustiken i Cirkus Moskva, Kostamus kulturcentrum i ryska Karelen och konferenspalatset i Bagdad.